# Ulaan Chab
Cette page contient des caractères spéciaux ou non latins. S’ils s’affichent mal (▯, ?, etc.), consultez la page d’aide Unicode.
Ulaan Chab (mongol bitchig : ᠤᠯᠠᠭᠠᠨᠴᠠᠪ ᠬᠣᠲᠠ, translittération : Ulaγančab qota, mongol cyrillique : Улаанцав хот, chinois simplifié : 乌兰察布 ; pinyin : Wūlánchábù) est une ville de la région autonome de Mongolie-Intérieure en Chine. Le centre administratif est situé dans le district de Jining.

## Subdivisions administratives

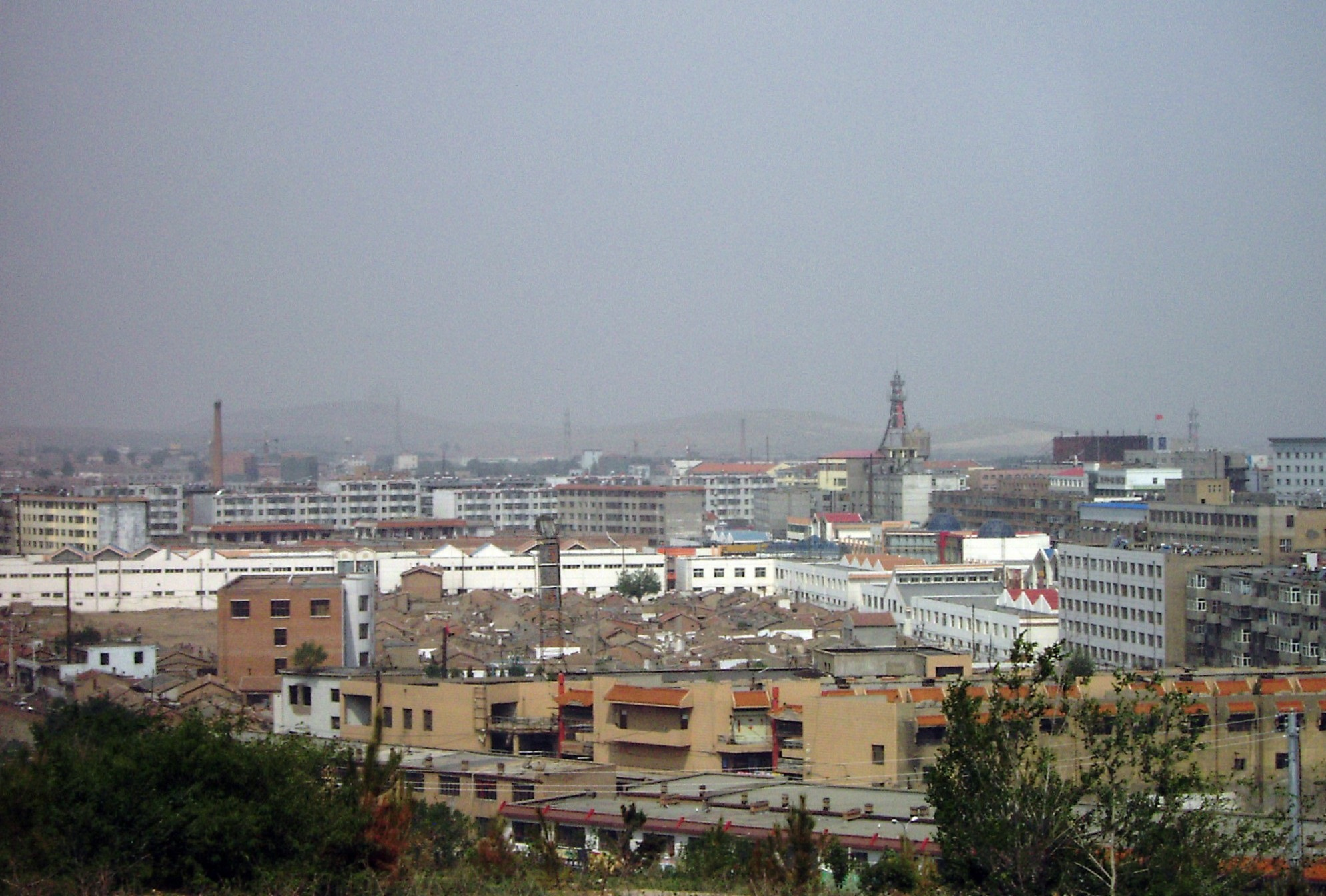
Le centre de Ulaan Chab: le district de Jining

La ville-préfecture d'Ulaan Chab exerce sa juridiction sur onze subdivisions - un district, une ville-district, cinq xian et quatre bannières :
- le district de Jining — 集宁区, jíníng qū ;
- la ville de Fengzhen — 丰镇市, fēngzhèn shì ;
- le xian de Zhuozi — 卓资县, zhuózī xiàn ;
- le xian de Huade — 化德县, huàdé xiàn ;
- le xian de Shangdu — 商都县, shāngdū xiàn ;
- le xian de Xinghe — 兴和县, xīnghé xiàn ;
- le xian de Liangcheng — 凉城县, Liángchéng xiàn ;
- la bannière avant droite de Chahar — 察哈尔右翼前旗, cháhā'ěr yòuyì qián qí ;
- la bannière centrale droite de Chahar — 察哈尔右翼中旗, cháhā'ěr yòuyì qián qí ;
- la bannière arrière droite de Chahar — 察哈尔右翼后旗, cháhā'ěr yòuyì hòu qí ;
- la bannière de Siziwang — 四子王旗, sìzǐwáng qí.

## Personnalités liées à la ville
- Zhou Guohua (1990-), athlète handisport chinoise